# Viguiera nudicaulis
Viguiera nudicaulis là một loài thực vật có hoa trong họ Cúc. Loài này được Baker mô tả khoa học đầu tiên.